# Космос-1554
Космос-1554 је један од преко 2400 совјетских вјештачких сателита лансираних у оквиру програма Космос.
Космос-1554 је лансиран са космодрома Тјуратам, Бајконур, СССР, 19. маја 1984. Ракета-носач Протон је поставила сателит у орбиту око планете Земље. Маса сателита при лансирању је износила 700 килограма. Космос-1554 је био навигациони сателит.